# Olios fasciatus
Olios fasciatus là một loài nhện trong họ Sparassidae.
Loài này thuộc chi Olios. Olios fasciatus được Eugen von Keyserling miêu tả năm 1880.